# Saleisha Stowers
Saleisha Lashawn Stowers (Los Angeles, 10 gennaio 1986) è una modella e attrice statunitense.
È famosa per il ruolo di Cassandra Foster in La valle dei pini e di Lani Price in Il tempo della nostra vita.

## Carriera
Saleisha Stowers inizia ad avvicinarsi al mondo della moda all'età di 14 anni, frequentando il Camp T-Zone tenuto da Tyra Banks che le permettono di ottenere un contratto con l'agenzia Photogenics Model Management. I suoi primi lavori sono una campagna pubblicitaria per i ristoranti Wendy's, al fianco dell'attore Tom Lenk, ed alcune campagne per le aziende di abbigliamento DOMIJ, e d.e.m.o. La Stowers compare, tra le altre esperienze, anche in un episodio di Ugly Betty e del Tyra Banks Show fino ad approdare alla nona edizione del celebre reality show America's Next Top Model nel 2007, ottenendo la vittoria nell'ultima puntata, andata in onda il 12 dicembre 2007.
Come premio per la sua vittoria nel programma, Saleisha Stowers ottiene un contratto con l'azienda di cosmetici CoverGirl, con l'agenzia Elite Model Management, e con la L.A. Model Management. Come parte della vincita ad America's Next Top Model, la modella è anche apparsa sulla copertina di Paper Doll Magazine, di InTouch Weekly, di OK! Magazine, di Essence Magazine e di Jam Style. and had a four page spread in an issue of Macy's. In seguito Saleisha Stowers ha sfilato per Gilt Groupe, Macy's, Dereon, Apple Bottoms, Baby Phat e Love Tease.
Nel 2013 interpreta Cassandra Foster nella soap opera La valle dei pini mentre dal 2015 al 2024 interpreta Lani Price nella soap opera Il tempo della nostra vita.

## Agenzie
- New York Model Management
- Elite Model Management - New York
- L.A. Model Management

## Filmografia
- Ugly Betty – serie TV, episodio 1x02 (2006)
- America's Next Top Model – programma TV, vincitrice (2007–2008)
- The Exes – serie TV, episodio 2x09 (2012)
- New Girl – serie TV, episodio 2x15 (2013)
- La valle dei pini (All My Children) – serie TV, 42 episodi (2013)
- Switched at Birth - Al posto tuo (Switched at Birth) – serie TV, episodio 4x09 (2015)
- Major Crimes – serie TV, episodio 4x03 (2015)
- Il tempo della nostra vita (Days of Our Lives) – serie TV, 241 episodi (2015–2024)
- The Fosters – serie TV, episodio 5x15 (2018)